# Ізраїль на літніх Олімпійських іграх 2024
Ізраїль на літніх Олімпійських іграх 2024 представляли вісімдесят вісім спортсменів у шістнадцяти видах спорту.

## Медалісти
| Медаль | Ім'я                                                             | Вид спорту           | Змагання              | Дата      |
| ------ | ---------------------------------------------------------------- | -------------------- | --------------------- | --------- |
| 1      | Том Реувені                                                      | Вітрильний спорт     | IQFoil                | 3 серпня  |
| 2      | Інбар Ланір                                                      | Дзюдо                | до 78 кг              | 1 серпня  |
| 2      | Раз Гершко                                                       | Дзюдо                | понад 78 кг           | 1 серпня  |
| 2      | Шерон Кантор                                                     | Вітрильний спорт     | IQFoil                | 3 серпня  |
| 2      | Артем Долгопят                                                   | Спортивна гімнастика | вільні вправи         | 3 серпня  |
| 2      | Шані Баканов Адар Фрідман Ромі Паріцькі Офір Шахам Діана Сверцов | Художня гімнастика   | групове багатоборство | 10 серпня |
| 3      | Петер Пальчик                                                    | Дзюдо                | до 100 кг             | 1 серпня  |